# Gerät
Als Gerät wird in der Technik ein Gebrauchsgegenstand bezeichnet, der dem Menschen als Werkzeug, Vorrichtung oder Ausrüstungsgegenstand dient. Die wissenschaftliche Beschäftigung mit Geräten erfolgt im Rahmen der Ergologie (Arbeits- und Gerätekunde); die Gerätetechnik widmet sich deren technischer Entwicklung.

## Allgemeines
Das Wort „Gerät“ entstammt dem althochdeutschen „girati“ für „Ausrüstung, Vorrat, Hausrat, Werkzeug“. Geräte sind meist für einen besonderen Zweck konstruiert, multifungible Geräte sind noch selten. Erforderlich ist die Bedienung von Geräten durch den Menschen mittels Handarbeit oder leichter Muskelarbeit. Geräte dienen zur Verbesserung des Komforts.
Bezeichnet wird damit in der Regel ein in gewissem Maße beweglicher Gegenstand, mit dessen Hilfe etwas bearbeitet, hergestellt oder bewirkt werden kann.

## Arten
Nach dem Verwendungszweck kann unterschieden werden:
- Arbeitsgeräte sind alle Werkzeuge, die als Arbeitsmittel im Handwerk oder im Produktionsprozess der Produktionswirtschaft dienen.
- Elektrogeräte werden durch elektrischen Strom betrieben.
- Endgeräte sind in der Informations- und Kommunikationstechnik der Oberbegriff für Elektrogeräte, die an einen Netzabschluss eines Daten- oder Telekommunikationsnetzes angeschlossen sind.
- Haushaltsgeräte werden im Privathaushalt zur Versorgung und zum Komfort der Haushaltsmitglieder und Gäste verwendet.[4]
- Medizingeräte werden wie folgt eingeteilt:[5]
  - Aktive Medizingeräte: Ihr Betrieb ist auf eine andere Energiequelle als die unmittelbar durch den menschlichen Körper oder Schwerkraft erzeugte Energie angewiesen.
    - Aktive diagnostische Medizingeräte sind dazu bestimmt, Informationen für die Erkennung, Diagnose, Überwachung oder Behandlung des Menschen zu liefern.
    - Aktive therapeutische Medizingeräte sind dazu bestimmt, biologische Funktionen oder Strukturen im Zusammenhang mit der Behandlung oder Linderung zu erhalten, zu verändern, zu ersetzen oder wiederherzustellen.

  - Invasive Medizingeräte dringen durch die Körperoberfläche (Haut) oder über eine Körperöffnung ganz oder teilweise in den Körper ein.
  - Nicht-invasive Medizingeräte dringen nicht in den Körper ein und gelangen somit nicht jenseits der Haut- oder Schleimhautbarriere des Körpers.
- Spielgeräte (oder Spielzeug) sind zum Spielen verwendete Gegenstände.
- Sportgeräte werden zur Ausübung von Sportarten verwendet.
- Steuergeräte werden zur Steuerungstechnik oder Regelungstechnik eingesetzt.
- Wiedergabegeräte sind Elektrogeräte, die Bilder, Geräusche, Sprache, Texte oder Töne aufgrund von Bild- und Tonträgern oder anderen Trägermedien akustisch und/oder optisch für den Menschen wahrnehmbar machen.

Aus dieser groben Einteilung lässt sich folgende Übersicht über einzelne Gerätearten entwickeln:
| Verwendungszweck | Produktgruppe | Beispiele |
| ---------------- | --- | --- |
| Arbeitsgeräte    | Bürogeräte Werkzeuge | Schreibgeräte wie Bleistifte oder Kugelschreiber; Brieföffner, Buchungsmaschinen, Diktiergeräte, Drucker, Fotokopierer, Locher, Personal Computer, Rechenmaschinen, Rohrpost, Telefax, Telefon oder Tischrechner Handwerkzeuge: Feilen, Hammer, Meißel, Schraubenzieher, Zangen; Schneidwerkzeuge: Bohrer, Fräser; Maschinen: Halbautomatik, Vollautomatik |
| Automaten        | Fotografie Handel Zahlungsverkehr                                                                                               | Fotoautomaten Briefmarkenautomaten, Getränkeautomaten, Verkaufsautomaten Geldautomaten, Geldwechselautomaten |
| Endgeräte        | Internet Mobilfunknetz Rechnernetz Telefonnetz                                                                                  | Multifunktionsgeräte, Notebooks, Personal Computer, Smartphones, Tabletcomputer Mobiltelefone Datenendeinrichtungen Telefone, Faxgeräte |
| Haushaltsgeräte  | Küchengeräte Körperpflegegeräte sonstige Elektrogeräte                                                                          | Büchsenöffner, Flaschenöffner, Fritteusen, Geschirr (Koch- und Essgeschirr), Geschirrspüler, Kaffeemaschinen, Kaffeemühlen, Küchenherde, Kühlschränke, Staubsauger, Toaster, Waschmaschinen oder Wäschetrockner Haartrockner, Lockenstab, Zahnbürsten Heizgeräte, Informations- und Kommunikationstechnik, Unterhaltungselektronik |
| Medizingeräte    | aktive Medizingeräte invasive Medizingeräte nicht- invasive Medizingeräte                                                       | Magnetresonanztomographiegeräte, Röntgengeräte, Ultraschallprüfgeräte Anästhesiegeräte, Spritzen Beatmungsgeräte, Bestrahlungsgeräte, Blutbeutel, Defibrillatoren |
| Spielgeräte      | Kreativität Basteln Baukästen und Bauklötze Modellbau Computerspiele Kartenspiele Brettspiele Puppen, Kuscheltiere Glücksspiele | Buntstifte, Knetmasse, Wachsmalstifte Kartonmodellbau, Traumfänger Anker-Steinbaukasten, Fischertechnik, Formo, Holzbausteine, Lego, Metallbaukästen Autorennbahn, Modelleisenbahn, Modellflugzeug, Ruderrenner, Spielauto, Spielzeugeisenbahn Game Boy, Spielkonsolen Quartett, Schwarzer Peter, Siebzehn und Vier, Skat Dame, Go, Halma, Mensch ärgere Dich nicht, Monopoly, Mühle, Schach, Würfelspiele Hampelmann, Marionette, Quietscheentchen, Pendelfigur, Playmobil, Teddybär Spielautomaten |
| Sportgeräte      | Ballspiele Leichtathletik rhythmische Sportgymnastik Turngeräte                                                                 | Fußball, Golfball, Handball, Tennisball, Tischtennisball Hürden, Kugeln, Speere, Startblöcke, Wurfhammer Ball, Band, Keulen, Reifen und Seil Barren, Bock, Kasten, Pauschenpferd, Pferd, Reck, Ringe, Sprungtisch |
| Steuergeräte     | Fahrzeugtechnik Fertigungstechnik                                                                                               | Tachometer oder Kombiinstrument zusammen mit Drehzahlmesser Steuerungsinstrumente für Produktionsanlagen |
| Wiedergabegeräte | Audiogeräte Videogeräte | Digitalreceiver , Empfangsgeräte, Receiver, AV-Receiver, Satellitenfernsehempfänger DVD-Spieler, Videoprojektoren |

Zudem wird nach Umfang der Gerätetechnik unterschieden zwischen Kleingerät und Großgerät, die Baukalkulation unterscheidet ferner zwischen Leistungsgeräten und Vorhaltegeräten.
Geräte dienen meist nur einem bestimmten Zweck. Multifunktionsgeräte dagegen vereinen die verschiedenen Funktionen von mehreren, ansonsten getrennt anzuschaffender Geräte in einem Gehäuse.

## Wirtschaftliche Aspekte
Geräte gehören zu den Wirtschaftsobjekten und sind mit mehr oder weniger Gerätetechnik ausgestattet, wobei deren technische Daten im Rahmen einer Gebrauchsanleitung aufgeführt sind. Ihre Verwendung und ihr Nutzen kann über die Gebrauchsanleitung erschlossen werden. Viele Geräte sind Komplementärgüter, die erst dann einen Nutzen stiften, wenn gleichzeitig andere Güter beschafft werden. Dazu gehören CD-Player (für Compact Discs), Schallplattenspieler (Schallplatten) oder Rasierapparate (Rasierklingen, Scherköpfe). Deshalb können digitale Güter (wie Computerprogramme für Personal Computer) nur in Verbindung mit entsprechenden Wiedergabegeräten genutzt werden. Oft sind für die Güternachfrage nach Komplementärgütern verschiedene Wirtschaftszweige zuständig. So sind beispielsweise die Hersteller von CD-Playern und die Tonträgerunternehmen meist voneinander unabhängig und in der Unterhaltungselektronik bzw. Unterhaltungsindustrie angesiedelt.
Produktinnovationen oder Produktvariationen können bei Geräten mit einem Produktrisiko behaftet sein, das die sichere Nutzung eines Geräts einschränkt oder gar unmöglich macht. In diesem Fall greift das Produkthaftungsrecht, das gemäß § 1 Abs. 1 ProdHaftG einen Fehler am Gerät voraussetzt und den Hersteller zum Schadensersatz verpflichtet. Ein Gerät hat nach § 3 Abs. 1 ProdHaftG einen Fehler, wenn es nicht die Sicherheit bietet, die unter Berücksichtigung aller Umstände berechtigterweise erwartet werden kann. Fehler an Geräten werden durch Rückrufaktionen oder Reklamationen offenkundig.